# Kathrin Kondaurow
Kathrin Kondaurow (* 1983 in Berlin) ist eine deutsche Intendantin und Theaterregisseurin. Sie ist seit 2019 Intendantin der Staatsoperette Dresden.

## Werdegang
Kathrin Kondaurow wurde zunächst an der Musikschule Leo Spies und am Musikgymnasium Carl Philipp Emanuel Bach unterrichtet, an der Hochschule für Musik Hanns Eisler Berlin studierte sie Fagott, Klavier und Kammermusik. Zudem studierte sie Jura, Musikwissenschaft, Kulturmanagement und Französische Musikwissenschaft in Berlin, Weimar und Jena. An der Hochschule für Musik Franz Liszt Weimar und an der Friedrich-Schiller-Universität Jena schloss sie 2011 als Magistra Artium ihre Studien ab. Es folgten Assistenzen an der Staatsoper Berlin, am Theater Erfurt, beim Kunstfest Weimar und am Deutschen Nationaltheater Weimar. 
Von 2011 bis 2018 war Kondaurow Dramaturgin und Kulturmanagerin am Deutschen Nationaltheater Weimar. Seit 2019 ist sie als Nachfolgerin von Wolfgang Schaller Intendantin der Staatsoperette Dresden. Dort erfolgte 2021 ihre erste Regiearbeit mit dem Musical Die Fantasticks. 2023 inszenierte sie die Operette Die Fledermaus.